# Sporobolus nitens
Sporobolus nitens là một loài thực vật có hoa trong họ Hòa thảo. Loài này được Stent miêu tả khoa học đầu tiên năm 1924.